# Боб Тісдолл
Роберт Мортон Ньюберг Тісдолл (англ. Robert Morton Newburgh Tisdall; нар. 16 травня 1907 — пом. 27 липня 2004) — ірландський легкоатлет, який спеціалізувався в бігу з бар'єрами.

## Із життєпису
Народився на Цейлоні (сучасна Шрі-Ланка), ранні роки провів у Ірландії, здобував оствіту в Британії (Кембриджський університет).
Олімпійський чемпіон з бігу на 400 метрів з бар'єрами (1932). Перший в історії незалежної Ірландії олімпійський чемпіон. Незважаючи на перемогу та на показаний в фіналі переможний час (51,7), який перевищував чинний на той час світовий рекорд американця Моргана Тейлора (52,0), він так і не став ані світовим, ані олімпійським рекордом, оскільки Тісдолл збив останній бар'єр. А рекордсменом світу став американець Гленн Гардін, який посів друге місце з результатом 52,0.
На Іграх-1932 також виступав у десятиборстві, посівши восьме місце (7327,170 очка за тогочасною таблицею підрахунку очок, що в перерахунку на сучасну таблицю становить доволі скромні 6398 очок).
Наприкінці 1933 емігрував до Південної Африки. З південноафриканським Ірландським легіоном воював з нацистами в роки Другої світової війни, закінчивши військову службу в чині майора. Після війни жив і працював в Кенії, Родезії, Танзанії, поки в 1969 не залишився жити в Австралії. В останні роки (а помер він на 98-му році життя) був найстарішим чемпіоном Олімпійських ігор в індивідуальних дисциплінах легкої атлетики.
Брав участь в естафеті олімпійського вогню Олімпіади-2000, маючи 93 роки.

## Основні міжнародні виступи
| Рік  | Змагання         | Місто        | Місце            | Дисципліна    | Примітки |
| ---- | ---------------- | ------------ | ---------------- | ------------- | -------- |
| 1932 | Олімпійські ігри | Лос-Анджелес | 8                | десятиборство |          |
| 1932 | 1                | 400 м з/б    | Відео на YouTube |               |          |